# Félix Peña
Félix Ricardo Peña (* 25. Februar 1990 in San Pedro de Macorís, Dominikanische Republik) ist ein dominikanischer Baseballspieler der Major League Baseball (MLB). Er spielt als Pitcher bei in der New York Mets Organisation. Zuvor spielte er bei den Los Angeles Angels. Sein Debüt in der MLB feierte er am 19. August 2016 mit den Chicago Cubs.

## Karriere
Seine Karriere in der Minor League begann er 2009 im Alter von 19 Jahren.
Am 19. August 2016 wurde er zum ersten Mal in die Major League berufen. In elf Spielen der MLB hatte Peña 2016 eine Earned Run Average (ERA) von 4.00. Die Chicago Cubs schafften es in die Postseason und gewannen schließlich die World Series. Peña nahm nicht an der Postseason teil, sondern stand zum Zeitpunkt des Sieges der Cubs auf dem 40-Man-Roster.
Am 9. Oktober 2017 tauschten die Cubs Peña an die Angels. Er begann die Saison 2018 in AAA, bevor er am 18. Juni in die Majors befördert wurde. Er blieb für den Rest der Saison bei den Angels. Peña konnte drei Spiele gewinnen, verlor jedoch fünf; mit einer ERA von 4.18 und 85 Strikeouts in 92 2⁄3 Innings.
Am 24. September 2021 wurde Peña von den Angels entlassen.
Am 25. Februar 2022 unterzeichnete Peña einen Minor League Vertrag mit den New York Mets. Am 7. Juni trennte er sich von den Mets. Laut Anthony DiComo von MLB.com beabsichtigt er, in der KBO League zu pitchen. Am 10. Juni wurde bekannt gegeben, dass er einen Vertrag mit den südkoreanischen Hanwha Eagles unterschrieben hat.